# Ghofran Khelifi
Ghofran Khelifi (ar. غفران خليفي; ur. 9 lipca 1988) – tunezyjska judoczka. Olimpijka z Tokio 2020, gdzie zajęła siedemnaste miejsce w wadze lekkiej.
Uczestniczka mistrzostw świata w 2019 i 2021. Startowała w Pucharze Świata w 2016 i 2017. Brązowa medalistka igrzysk śródziemnomorskich w 2018. Mistrzyni igrzysk afrykańskich w 2019. Pięciokrotna medalistka mistrzostw Afryki w latach 2017 - 2021.

## Letnie Igrzyska Olimpijskie 2020
| Konkurencja | Eliminacje             | Klas. końcowa |
| Konkurencja | Przeciwnik I           | Miejsce       |
| ----------- | ---------------------- | ------------- |
| 57 kg       | Iwelina Iliewa (BGR) P | 17.           |